# Thursania miaralis
Thursania miaralis är en fjärilsart som beskrevs av William Schaus 1916. Thursania miaralis ingår i släktet Thursania och familjen nattflyn. Inga underarter finns listade i Catalogue of Life.